# Bernard II van Brandenburg
Bernard II van Brandenburg (overleden rond 1044) was van 1018 tot aan zijn dood markgraaf van de Noordmark. 

## Levensloop
Bernard II was de zoon van Bernard I van Brandenburg, graaf van Haldensleben, en diens onbekend gebleven echtgenote.
Na de dood van zijn vader werd Bernard omstreeks het jaar 1018 markgraaf van de Noordmark en graaf van Haldensleben. Hij bleef dit tot aan zijn dood rond het jaar 1044, toen hij voor het laatst in contemporaine bronnen werd genoemd. 
Zijn gebieden werden geërfd door zijn zoon Willem.